# Рамсфьелл, Бендик
Бе́ндик Ра́мсфьелл (норв. Bendik Ramsfjell; род. Аскер) — норвежский кёрлингист и тренер по кёрлингу.
В составе мужской команды Норвегии чемпион Зимней Универсиады 2019. В составе юниорской мужской сборной Норвегии бронзовый призёр юниорского чемпионата мира 2017.
В «классическом» кёрлинге (команда из четырёх человек одного пола) играет на позиции второго и третьего.
В качестве второго тренера смешанной парной команды Норвегии участник зимних Олимпийских игр 2022 (команда Норвегии стала серебряными призёрами).

## Достижения
- Чемпионат Европы по кёрлингу: бронза (2024).
- Чемпионат Норвегии по кёрлингу среди мужчин: золото (2020, 2022, 2023), серебро (2025), бронза (2017, 2024).
- Зимние Универсиады: золото (2019).
- Чемпионат мира по кёрлингу среди юниоров: бронза (2017).

## Команды
| Сезон                                               | Четвёртый            | Третий            | Второй           | Первый                 | Запасной                                                                  | Турниры                                |
| --------------------------------------------------- | -------------------- | ----------------- | ---------------- | ---------------------- | ------------------------------------------------------------------------- | -------------------------------------- |
| 2012—13                                             | Бент Онунн Рамсфьелл | Флемминг Давангер | Бендик Рамсфьелл | Ole Davanger           |                                                                           | [ 3 ]                                  |
| 2012—13                                             | Бент Онунн Рамсфьелл | Магнус Рамсфьелл  | Бендик Рамсфьелл | Jan Sebastien Aagenaes |                                                                           | ЧНМ 2013 (??? место)                   |
| 2013—14                                             | Ole Davanger         | Магнус Рамсфьелл  | Бендик Рамсфьелл | Ola Eide               |                                                                           | ЧНМ 2014 (9 место)                     |
| 2015—16                                             | Магнус Рамсфьелл     | Бендик Рамсфьелл  | Магнус Вогберг   | Eskil Vintervold       | Elias Høstmælingen                                                        | ЧНМ 2016 (5 место)                     |
| 2015—16                                             | Магнус Рамсфьелл     | Бендик Рамсфьелл  | Магнус Вогберг   | Elias Høstmælingen     | Eskil Vintervold тренер: Ларс Вогберг                                     | ЧМЮ 2016 (5 место)                     |
| 2016—17                                             | Магнус Рамсфьелл     | Бендик Рамсфьелл  | Магнус Вогберг   | Eskil Vintervold       | Elias Høstmælingen                                                        | ЧНМ 2017                               |
| 2016—17                                             | Магнус Рамсфьелл     | Бендик Рамсфьелл  | Магнус Вогберг   | Eskil Vintervold       | Elias Høstmælingen тренер: Бент Онунн Рамсфьелл                           | ЧМЮ 2017                               |
| 2017—18                                             | Флемминг Давангер    | Бендик Рамсфьелл  | Бент Рамсфьелл   | Дагфинн Лоэн           | Rob Wood                                                                  | [ 4 ]                                  |
| 2017—18                                             | Бент Рамсфьелл       | Бендик Рамсфьелл  | Morten Tveit     | Asgeir Kløven          | Эйгиль Рамсфьелл                                                          | ЧНМ 2018 (5 место)                     |
| 2018—19                                             | Магнус Рамсфьелл     | Мартин Сесакер    | Бендик Рамсфьелл | Гауте Непстад          | тренер: Руне Стин Хансен                                                  | ЗУ 2019                                |
| 2018—19                                             | Флемминг Давангер    | Бент Рамсфьелл    | Morten Tveit     | Rob Wood               | Бендик Рамсфьелл                                                          | ЧНМ 2019 (5 место)                     |
| 2018—19                                             | Магнус Рамсфьелл     | Торгер Нергор     | Мартин Сесакер   | Бендик Рамсфьелл       |                                                                           | [ 5 ]                                  |
| 2019—20                                             | Магнус Рамсфьелл     | Торгер Нергор     | Мартин Сесакер   | Бендик Рамсфьелл       |                                                                           | ЧНМ 2020                               |
| 2020—21                                             | Магнус Рамсфьелл     | Мартин Сесакер    | Бендик Рамсфьелл | Гауте Непстад          |                                                                           | [ 6 ]                                  |
| 2021—22                                             | Магнус Рамсфьелл     | Мартин Сесакер    | Бендик Рамсфьелл | Гауте Непстад          | Матиас Бранден (ЧМ) тренер: Пол Трульсен (ЧМ)                             | ЧНМ 2022 · ЧМ 2022 (10 место)          |
| 2022—23                                             | Магнус Рамсфьелл     | Мартин Сесакер    | Бендик Рамсфьелл | Гауте Непстад          |                                                                           | ЧНМ 2023                               |
| 2023—24                                             | Магнус Рамсфьелл     | Мартин Сесакер    | Бендик Рамсфьелл | Гауте Непстад          |                                                                           | ЧНМ 2024                               |
| 2023—24                                             | Магнус Рамсфьелл     | Мартин Сесакер    | Бендик Рамсфьелл | Гауте Непстад          | Вильгельм Несс тренеры: Томас Лёвольд (ЧЕ, ЧМ), Бент Онунн Рамсфьелл (ЧМ) | ЧЕ 2023 (5 место) ЧМ 2024 (10 место)   |
| 2024—25                                             | Магнус Рамсфьелл     | Мартин Сесакер    | Бендик Рамсфьелл | Гауте Непстад          | Вильгельм Несс (ЧЕ, ЧМ) тренер (ЧЕ): Томас Лёвольд                        | ЧЕ 2024 · ЧНМ 2025 · ЧМ 2025 (6 место) |
| Кёрлинг среди смешанных пар (mixed doubles curling) |                      |                   |                  |                        |                                                                           |                                        |
| 2018—19                                             | Jen Cunningham       | Бендик Рамсфьелл  |                  |                        |                                                                           | ЧНСП 2019 (5 место)                    |
| 2023—24                                             | Bettina Ramsfjell    | Бендик Рамсфьелл  |                  |                        |                                                                           | ЧНСП 2024 (4 место)                    |

(скипы выделены полужирным шрифтом)

## Результаты как тренера национальных сборных
| Год  | Турнир                       | Сборная                   | Место |
| ---- | ---------------------------- | ------------------------- | ----- |
| 2022 | Зимние Олимпийские игры 2022 | Норвегия (смешанная пара) | 2     |

## Частная жизнь
Из семьи кёрлингистов. Его отец — Бент Онунн Рамсфьелл, чемпион зимних Олимпийских игр 2002; его дядя (брат отца) — Эйгиль Рамсфьелл, бронзовый призёр зимних Олимпийских игр 1998 и трёхкратный чемпион мира.